# 密穗蓼
密穗蓼（学名：Polygonum affine）为蓼科蓼属下的一个种。

## 扩展阅读
- 維基物種上的相關：密穗蓼